# Diocesi di Nalgonda
La diocesi di Nalgonda (in latino Dioecesis Nalgondaënsis) è una sede della Chiesa cattolica in India suffraganea dell'arcidiocesi di Hyderabad. Nel 2021 contava 69.890 battezzati su 6.947.275 abitanti. È retta dal vescovo Karnam Dhaman Kumar, M.S.F.S.

## Territorio
La diocesi comprende la parte meridionale dello stato di Telangana, in India.
Sede vescovile è la città di Nalgonda, dove si trova la cattedrale di Maria Regina degli Apostoli.
Il territorio si estende su 32.632 km² ed è suddiviso in 70 parrocchie.

## Storia
La diocesi è stata eretta il 31 maggio 1976 con la bolla Animarum utilitati di papa Paolo VI, ricavandone il territorio dall'arcidiocesi di Hyderabad e dalla diocesi di Warangal.

## Cronotassi dei vescovi
Si omettono i periodi di sede vacante non superiori ai 2 anni o non storicamente accertati.
- Mathew Cheriankunnel, P.I.M.E. † (31 maggio 1976 - 22 dicembre 1986 nominato vescovo coadiutore di Kurnool)
  - Sede vacante (1986-1989)
- Innayya Chinna Addagatla † (17 aprile 1989 - 1º luglio 1993 nominato vescovo di Srikakulam)
  - Sede vacante (1993-1997)
- Joji Govindu (21 aprile 1997 - 31 luglio 2021 ritirato)
  - Sede vacante (2021-2024)[2]
- Karnam Dhaman Kumar, M.S.F.S., dal 17 febbraio 2024

## Statistiche
La diocesi nel 2021 su una popolazione di 6.947.275 persone contava 69.890 battezzati, corrispondenti all'1,0% del totale.
| anno | popolazione | popolazione | popolazione | presbiteri | presbiteri | presbiteri | presbiteri                | diaconi | religiosi | religiosi | parrocchie |
| anno | battezzati  | totale      | %           | numero     | secolari   | regolari   | battezzati per presbitero | diaconi | uomini    | donne     | parrocchie |
| ---- | ----------- | ----------- | ----------- | ---------- | ---------- | ---------- | ------------------------- | ------- | --------- | --------- | ---------- |
| 1980 | 31.650      | 4.126.000   | 0,8         | 43         | 27         | 16         | 736                       |         | 29        | 154       | 23         |
| 1990 | 43.000      | 5.281.125   | 0,8         | 75         | 50         | 25         | 573                       |         | 42        | 200       | 35         |
| 1999 | 60.162      | 5.231.567   | 1,1         | 87         | 64         | 23         | 691                       |         | 77        | 264       | 40         |
| 2000 | 61.180      | 5.331.567   | 1,1         | 87         | 67         | 20         | 703                       |         | 73        | 272       | 42         |
| 2001 | 64.180      | 5.416.986   | 1,2         | 85         | 71         | 14         | 755                       |         | 67        | 272       | 43         |
| 2002 | 66.280      | 5.616.986   | 1,2         | 90         | 74         | 16         | 736                       |         | 66        | 314       | 45         |
| 2003 | 66.892      | 5.618.723   | 1,2         | 94         | 75         | 19         | 711                       |         | 69        | 318       | 46         |
| 2004 | 66.997      | 5.622.168   | 1,2         | 100        | 81         | 19         | 669                       |         | 28        | 320       | 47         |
| 2013 | 74.345      | 6.297.582   | 1,2         | 125        | 97         | 28         | 594                       |         | 51        | 361       | 65         |
| 2016 | 73.452      | 6.536.676   | 1,1         | 134        | 82         | 52         | 548                       |         | 66        | 375       | 65         |
| 2019 | 76.300      | 6.800.000   | 1,1         | 133        | 79         | 54         | 573                       |         | 73        | 420       | 70         |
| 2021 | 69.890      | 6.947.275   | 1,0         | 134        | 74         | 60         | 521                       |         | 89        | 296       | 70         |